# Jezioro Mironickie
Jezioro Mironickie (niem. Zanziner See) – jezioro w woj. lubuskim, w powiecie gorzowskim, w gminie Kłodawa, leżące na terenie Równiny Gorzowskiej.
Jezioro położone około 1 kilometr na wschód od miejscowości Santocko. Nadmiar wód z jeziora jest odprowadzany niewielkim ciekiem wodnym na południe do strugi Marwica.